# Wolf Werth
Wolf-Rüdiger Werth (* 1. Oktober 1942 in Kleve) ist ein deutscher Musikjournalist. Er leitete von September 1994 bis Dezember 2006 die Abteilung „Musik und Information“ des Deutschlandfunks.

## Leben
Wolf Werth studierte in Köln Musik- und Theaterwissenschaften. Als Musiker spielte er in verschiedenen Klassik- und Jazzformationen Klarinette und Saxophon. Ab 1965 war er für den Deutschlandfunk in Köln tätig, zunächst als Musikredakteur, anschließend ab 1988 als Leiter der Abteilung „Ernste Musik“ und von 1994 bis 2006 als Leiter der Abteilung „Musik und Information“. Er verantwortete beim Deutschlandfunk die Ost-West-Grußsendung Von mir zu dir, die von ihm 1974 erfundene und noch heute bestehende wöchentliche Ausgabe Klassik-Pop-et cetera sowie, gemeinsam mit Matthias Sträßner vom Deutschlandfunk, von 1990 bis 2011 die Benefizreihe Grundton D – Konzert und Denkmalschutz für die östlichen Bundesländer. Seit 2007 ist Werth ehrenamtlicher Mitarbeiter der Deutschen Stiftung Denkmalschutz in Bonn.
Werth war 1985 Gründungsmitglied des Schleswig-Holstein Musik Festivals. Seit 1992 vertrat er über 10 Jahre den Deutschlandfunk im Deutschen Musikrat als Vorsitzender des Projektbeirats Jugend jazzt.
Werth ist seit 2007 im Ruhestand.

## Veröffentlichungen
- Betagt, aber beliebt – 40 Jahre Klassik-Pop-et cetera. Eigenverlag, 2017.
- „Grundton D“. 20 Jahre Konzert und Denkmalschutz für die östlichen Bundesländer. Eigenverlag, 2020.

## Auszeichnungen
- 1995: Medienpreis (Hörfunk) der Deutschen Stiftung Denkmalschutz
- 2004: Deutscher Denkmalschutzpreis „Silberne Halbkugel“ von dem Deutschen Nationalkomitee[2]
- 2009: Bundesverdienstkreuz am Bande des Verdienstordens der Bundesrepublik Deutschland[1]